# Nokia 7310 Supernova
Il Nokia 7310 Supernova è un telefono cellulare della Nokia, lanciato nel terzo trimestre del 2008.